# Ponometia citrina
Ponometia citrina là một loài bướm đêm trong họ Noctuidae.